# Fondation Jean Dubuffet
Fondation Jean Dubuffet (Nadace Jeana Dubuffeta) je francouzská nadace. Sídlí v ulici Rue de Sèvres č. 37 v 6. obvodu v Paříži a ve městě Périgny-sur-Yerres. Jejím posláním je pečovat o sbírku uměleckých předmětů.

## Historie
Nadaci založil francouzský malíř a sochař Jean Dubuffet (1901–1985) v roce 1973.

## Činnost
Nadace uchovává a zpřístupňuje Dubuffetova originální díla stejně jako předměty z jeho vlastní sbírky, včetně plánů, návrhů a modelů, kvašů, kreseb a grafik, poznámek, rukopisů a dalších dokumentů. Sbírka obsahuje přes 1000 děl a více než 14 000 fotografií jeho umění. Hlavní část sbírky je umístěna a zpřístupněna veřejnosti v Périgny-sur-Yerres. V pařížském sídle nadace v domě, který zakoupil umělec v roce 1962, je rovněž výstavní sál a dále centrum pro badatele.